# Centro de Convenciones y Exposiciones de Helsinki
El Centro de Convenciones y Exposiciones de Helsinki (en finés: Messukeskus) es el recinto ferial más grande y famoso en Finlandia. Se encuentra ubicado en la ciudad capital de Helsinki. Messukeskus se encuentra en la parte oriental del distrito de Pasila, accesible con un corto paseo hacia el norte desde la estación de tren de Pasila. Los visitantes del centro suelen permanecer en el hotel Holiday Inn ubicado inmediatamente al lado del recinto ferial. Messukeskus ofrece 70 shows de comercios diferentes en un año y tiene más de un millón de visitantes anuales.